# 1476 Cox
1476 Cox eller 1936 RA är en asteroid i huvudbältet som upptäcktes 10 september 1936 av den belgiske astronomen Eugène Joseph Delporte i Uccle. Det har fått sitt namn efter den belgiske astronomen Jacques Cox.
Asteroiden har en diameter på ungefär 7 kilometer och den tillhör asteroidgruppen Flora.